# Murrumbidgee
Murrumbidgee (anglicky Murrumbidgee River) je řeka na jihovýchodě Austrálie ve státě Nový Jižní Wales a na území Teritoria hlavního města Austrálie. Je dlouhá 1 485 km. Povodí má rozlohu 165 000 km².

## Průběh toku
Pramení v severních výběžcích Australských Alp. Protéká přes rovinu v jihovýchodní části Austrálie. Hlavním přítokem je Lachlan zprava. Ústí zprava do řeky Murray.

## Vodní režim
Průměrný roční průtok vody u města Balranald je 77 m³/s. V období dešťů se rozlévá, zatímco v období sucha někdy vysychá.

## Využití
Využívá se pro zavlažování a k zisku vodní energie. Na horním toku řeky byla vybudována přehradní nádrž Burrinjuck s vodní elektrárnou. V období dešťů je možná vodní doprava do města Wagga Wagga.